# (29981) 1999 TD10
1999 تي دي 10 (ويعرف أيضًا باسم (29981) 1999 تي دي 10 وفق تسمية الكوكب الصغير) (بالإنجليزية: 1999 TD10)‏ هو كويكب ضمن حزام الكويكبات؛ وترتيبه 29981 من حيث الاكتشاف.
اكتُشف هذا الجُرم الفلكي بواسطة سبيس واتش في 3 أكتوبر 1999.

## وصلات خارجية
- (29981) 1999 TD10 في قاعدة بيانات مختبر الدفع النفاث لأجرام النظام الشمسي الصغيرة

- الاكتشاف · مخطط المدار ·  العناصر المدارية · المعلمات المادية

- (29981) 1999 TD10 على موقع ويكي سكاي: DSS2, SDSS, GALEX, IRAS, Hydrogen α, X-Ray, Astrophoto, Sky Map, Articles and images